# Alpine Academy
L'Alpine Academy è un programma sportivo dell'Alpine F1 attivo dal 2002. L'academy ha come obiettivo quello di preparare i giovani piloti ad un futuro approdo in Formula 1 e nella scuderia Alpine. Da questo programma 3 piloti sono passati al team francese in Formula 1: Heikki Kovalainen, Romain Grosjean e dal 2025 Jack Doohan.
Dal 2002 al 2010 il programma per giovani piloti aveva il nome di Renault Driver Development. Nel 2011 la struttura viene rinominata LRGP Academy per allinearsi al cambio di nome del team Renault che nella stagione 2011 di F1 modifica la sua denominazione in Lotus-Renault GP.
Nel 2012 il programma, così come il team di F1, passa sotto il totale controllo della Lotus F1 Team. Per questo motivo il programma viene rinominato Lotus F1 Team iRace Professional Programme. Nel 2013 la Lotus abbrevia il nome del programma in Lotus F1 Junior Team. Nel 2016, in seguito all'acquisizione della Lotus da parte di Renault, il programma viene rinominato Renault Sport Academy.
Nel 2021 con cambio di denominazione della Renault F1 Team in Alpine F1 Team (per rilanciare il marchio sportivo di Renault) porta l'accademia ad essere rinominata Alpine Academy. Nel 2022 viene creata la Alpine Affiliate, un nuovo programma all’interno dell'Academy Alpine, volto a dare supporto professionale ai giovani, l'anno seguente i piloti vengono selezionati della Academy.

## Piloti attuali
| Pilota              | Anni  | Campionato attuale               | Titoli*                                 |
| ------------------- | ----- | -------------------------------- | --------------------------------------- |
| Gabriele Minì       | 2023– | Formula 2                        | Nessuno come membro dell'Alpine Academy |
| Kush Maini          | 2023– | Formula 2                        | Nessuno come membro dell'Alpine Academy |
| Kabir Anurag        | 2024– | F4 Italiana E4 Championship      | Nessuno come membro dell'Alpine Academy |
| Nicola Lacorte      | 2024– | Formula 3                        | Nessuno come membro dell'Alpine Academy |
| Nina Gademan        | 2025– | Formula Winter Serie F1 Academy  | Nessuno come membro dell'Alpine Academy |
| Ilie Tristan Crisan | 2025– | Karting OK-Junior                | Nessuno come membro dell'Alpine Academy |
| Sukhmani Kaur Khera | 2025– | Campionato di karting britannico | Nessuno come membro dell'Alpine Academy |

## Programma karting Rac(H)er
| Pilota                | Anni  | Campionato attuale                     | Titoli*                                   |
| --------------------- | ----- | -------------------------------------- | ----------------------------------------- |
| Aiva Anagnostiadis    | 2023– | Campionato di karting australiano      | Nessuno come parte del programma Rac(H)er |
| Angélina Proenca      | 2023– | Campionato di karting IAME Euro Series | Nessuno come parte del programma Rac(H)er |
| Lisa Billard          | 2023– | Campionato di karting francese junior  | Nessuno come parte del programma Rac(H)er |
| Maria Chiara Nardelli | 2023– | Campionato di karting italiano ACI     | Nessuno come parte del programma Rac(H)er |

## Piloti promossi in Formula 1
In questa lista sono presenti piloti dei programmi di Alpine, Renault e Lotus che sono stati promossi in Formula 1. Nella lista invece non sono presenti piloti che sono arrivati nella categoria senza il supporto dell'academy, Zhou Guanyu che ha esordito con Sauber e Oscar Piastri con McLaren.
| Pilota            | Esperienza nell'academy | Esperienza nell'academy                                                   | Esperienza in F1 con Renault/Lotus/Alpine | Esperienza in F1 con altri team                                                 |
| Pilota            | Anni                    | Serie passate                                                             | Esperienza in F1 con Renault/Lotus/Alpine | Esperienza in F1 con altri team                                                 |
| ----------------- | ----------------------- | ------------------------------------------------------------------------- | ----------------------------------------- | ------------------------------------------------------------------------------- |
| Heikki Kovalainen | 2002–2005               | F3 britannica (2002) World Series by Nissan (2003–2004) GP2 Series (2005) | 2007                                      | McLaren (2008–2009) Team Lotus (2010–2011) Caterham (2012) Lotus F1 Team (2013) |
| Romain Grosjean   | 2006–2009               | Formula 3 Euro Series (2006–2007) GP2 Asia (2008) GP2 Series (2008–2009)  | 2009 2012–2015                            | Haas (2016–2020)                                                                |
| Jack Doohan       | 2022–2024               | Formula 2 (2022–2023)                                                     | 2024–                                     | N.D.                                                                            |

## Piloti che ne hanno fatto parte

### Alpine Academy (2021 - )
| Pilota              | Anni      | Categoria                                                                 |
| ------------------- | --------- | ------------------------------------------------------------------------- |
| Christian Lundgaard | 2021      | Formula 2 (2021) IndyCar (2021)                                           |
| Guanyu Zhou         | 2021      | Formula 2 (2021) F3 Asia (2021)                                           |
| Caio Collet         | 2021–2022 | Formula 3 (2021–2022)                                                     |
| Oscar Piastri       | 2021–2022 | Formula 2 (2021)                                                          |
| Victor Martins      | 2021–2024 | Formula 3 (2021–2022) Formula 2 (2023–2024)                               |
| Olli Caldwell       | 2022      | Formula 2 (2022)                                                          |
| Hadrien David       | 2022      | Formula Regional Europea (2022)                                           |
| Matheus Ferreira    | 2022–2023 | F4 Italiana (2023) F4 Brasiliana (2023)                                   |
| Kean Nakamura-Berta | 2022–2024 | Karting (2022–2023) Formula 4 UAE (2024) F4 Italiana (2024) Euro 4 (2024) |
| Abbi Pulling        | 2022–2024 | W Series (2022) F1 Academy (2023–2024) F4 Britannica (2024)               |
| Nikola Tsolov       | 2022–2024 | F4 Spagnola (2022) Formula 3 (2023–2024)                                  |
| Aiden Neate         | 2023      | Formula Regional Middle East (2023) F4 Britannica (2023)                  |
| Sophia Flörsch      | 2023–2024 | Formula 3 (2023–2024)                                                     |

- Titoli evidenziati in grassetto .

### Renault / Lotus-Renault GP (2002–2011, 2016–2020)
| Pilota              | Anni       | Categoria                                                                                           |
| ------------------- | ---------- | --------------------------------------------------------------------------------------------------- |
| Jack Aitken         | 2016–19    | GP3 Series (2016-17) Campionato FIA di Formula 2 (2018)                                             |
| Fabio Carbone       | 2002       | British Formula 3 Championship (2002)                                                               |
| Jan Charouz         | 2010–11    | Formula Renault 3.5 Series (2010–11) Auto GP (2011)                                                 |
| Dani Clos           | 2007       | Formula 3 Euro Series (2007)                                                                        |
| Caio Collet         | 2019-22    | Eurocup Formula Renault 2.0 (2019-20) Campionato FIA Formula 3 (2021-2022)                          |
| Jérôme d'Ambrosio   | 2004, 2010 | Eurocup Formula Renault 2.0 (2004) Formula Renault 2.0 (2004) GP2 Series (2010)                     |
| Hadrien David       | 2020, 2022 | Formula Renault Eurocup (2020) Formula 3 europea regionale (2022)                                   |
| Louis Delétraz      | 2016       | GP2 Series (2016) Formula V8 3.5 Series (2016)                                                      |
| Lucas di Grassi     | 2005–07    | Formula 3 Euro Series (2005) GP2 Series (2006–07)                                                   |
| Loïc Duval          | 2004–05    | Formula 3 Euro Series (2004–05)                                                                     |
| Fairuz Fauzy        | 2011       | GP2 Series (2011)                                                                                   |
| Sacha Fenestraz     | 2017–18    | Formula Renault Eurocup (2017) FIA Formula 3 European Championship (2018) GP3 Series (2018)         |
| Max Fewtrell        | 2017-20    | Eurocup Formula Renault 2.0 (2017-18) Campionato FIA di Formula 3 (2019-20)                         |
| Marta García        | 2017       | F4 Spagnola(2017) SMP F4 (2017)                                                                     |
| Romain Grosjean     | 2006–09    | Formula 3 Euro Series (2006–07) GP2 Asia Series (2008) GP2 Series (2008–09)                         |
| Ben Hanley          | 2006–08    | Formula Renault 3.5 Series (2006–07) GP2 Series (2008)                                              |
| Anthoine Hubert     | 2019       | Campionato FIA di Formula 2 (2019)                                                                  |
| Kevin Jörg          | 2016       | GP3 Series (2016)                                                                                   |
| Heikki Kovalainen   | 2002–05    | F3 britannica (2002) World Series by Nissan (2003–04) GP2 Series (2005)                             |
| Robert Kubica       | 2002       | Formula Renault Italiana(2002)                                                                      |
| José María López    | 2003–06    | Formula Renault V6 Eurocup (2003) International Formula 3000 (2004) GP2 Series (2005–06)            |
| Leonardo Lorandi    | 2019-2020  | Eurocup Formula Renault 2.0                                                                         |
| Christian Lundgaard | 2017-2021  | Campionato FIA Formula 2                                                                            |
| Pastor Maldonado    | 2004–05    | Formula Renault (2004) Eurocup Formula Renault 2.0 (2004) Formula Renault 3.5 Series (2005)         |
| Tiago Monteiro      | 2002       | F3 francese (2002) International Formula 3000 (2002)                                                |
| Jarno Opmeer        | 2017       | Eurocup Formula Renault 2.0                                                                         |
| Nelson Panciatici   | 2007       | Eurocup Formula Renault 2.0 (2007) Formula Renault 2.0 (2007)                                       |
| Oscar Piastri       | 2020-22    | Campionato FIA di Formula 2 (2021) Campionato FIA di Formula 3 (2020)                               |
| Charles Pic         | 2009       | Formula Renault 3.5 Series (2009)                                                                   |
| Arthur Rougier      | 2018       | Formula Renault Eurocup (2018)                                                                      |
| Oliver Rowland      | 2016       | GP2 Series (2016)                                                                                   |
| Eric Salignon       | 2002–03    | Eurocup Formula Renault 2.0 (2002) Formula Renault 2.0 (2002) British Formula 3 Championship (2003) |
| Ho-Pin Tung         | 2010–11    | GP2 Series (2010) Superleague Formula (2011)                                                        |
| Davide Valsecchi    | 2009       | GP2 Series (2009)                                                                                   |
| Carlo van Dam       | 2002       | World Championship Formula Super A (2002)                                                           |
| Giedo van der Garde | 2004       | Formula 3 Euro Series (2004)                                                                        |
| Danny Watts         | 2003       | British Formula 3 Championship (2003)                                                               |
| Ye Yifei            | 2019-2020  | Campionato FIA Formula 3                                                                            |
| Sun Yueyang         | 2016–18    | Kart (2016) Formula Renault Eurocup (2017) Formula Renault NEC (2017) F3 britannica (2018)          |
| Zhou Guanyu         | 2019-2021  | Campionato FIA di Formula 2                                                                         |
| Olli Caldwell       | 2022-23    | Campionato FIA di Formula 2                                                                         |
| Nikola Tsolov       | 2022-2024  | Formula 3 (2023-2024) Formula 4 spagnola (2022)                                                     |

- Titoli evidenziati in grassetto .

### Lotus F1 (2012–2015)
| Pilota             | Anni          | Campionato |
| ------------------ | ------------- | --- |
| Alexander Albon    | 2013-15       | Eurocup Formula Renault 2.0 ( 2013 - 2014 ) Formula Renault 2.0 NEC (2013 - 2014) |
| Esteban Ocon       | 2013-14       | Eurocup Formula Renault 2.0 (2013) F3 Europea (2014) Formula Renault 3.5 Series (2014)                                                                                                |
| Dorian Boccolacci  | 2012-15       | Kart (2012-2013) F4 francese (2014) Campionato europeo di Formula 3 (2015) |
| Juan Manuel Correa | 2014-15       | Kart (2014) |
| Alex Fontana       | 2015          | Formula E ( 2014-2015 ) Formula Renault 3.5 Series (2015) Serie GP3 ( 2015 ) |
| Kevin Korjus       | 2012          | Formula Renault 3.5 Series (2012) |
| Callan O'Keeffe    | 2014          | Eurocup Formula Renault 2.0 (2014) Formula Renault 2.0 NEC (2014) |
| Marco Sørensen     | 2009, 2013–15 | Eurocup Formula Renault 2.0 (2009) Formula Renault 2.0 NEC (2009) Formula Renault 3.5 Series ( 2013 - 2014 ) GP2 Series ( il 2014 - il 2015 ) Campionato del mondo endurance ( 2015 ) |
| Richie Stanaway    | 2012          | Formula Renault 3.5 Series (2012) |
| Marlon Stöckinger  | 2013-15       | Formula Renault 3.5 Series ( 2013 - 2015 ) Serie GP2 ( 2015 ) |
| Matthieu Vaxivière | 2015          | Formula Renault 2.0 Alps ( 2015 ) Formula Renault 3.5 Series (2015) |